# Keith Jarrett
Keith Jarrett (Allentown, Pensilvania, 8 de mayo de 1945) es un pianista y músico de jazz estadounidense.
Se trata de uno de los maestros del jazz de vanguardia, cuya producción más sobresaliente es una serie de piezas improvisadas grabadas en directo en Colonia, París, Milán, Viena, Tokio y otras ciudades. Probablemente estos sean sus trabajos más famosos, pero es sin duda un enorme virtuoso. Muy versátil, Keith ha interpretado, igualmente, música de autores del barroco europeo como Johann Sebastian Bach o Georg Friedrich Händel, solo o en diversas alineaciones que incluyen, entre otros, a la virtuosa de la flauta barroca Michala Petri, autores minimalistas contemporáneos como Arvo Pärt o jazzistas contemporáneos como Miles Davis, con quien inició propiamente su carrera, Chick Corea, Jan Garbarek, Gary Peacock, Charlie Haden y Jack DeJohnette entre otros.
También interpreta piezas para piano clásico, clavicordio, clavecín y órgano. Ha grabado varios discos de música clásica, interpretando obras de Bach, Händel, Mozart y Shostakóvich, entre otros.
Jarrett tiene la reputación de ser un perfeccionista excéntrico y, mientras toca, suele vocalizar de forma expresiva. Su agente musical es Steven Cloud.
Tras sufrir dos derrames cerebrales en 2018 que le dejaron secuelas, anunció en 2020 su retirada de la interpretación.

## Primeros años
Keith Jarrett nació el 8 de mayo de 1945, en Allentown, Pensilvania, de una madre de ascendencia húngara y un padre de ascendencia francesa o escocesa-irlandesa. Creció en el suburbio Allentown con la exposición temprana significativa a la música. Jarrett posee el oído absoluto, y mostró prodigiosos talentos musicales de niño pequeño. Comenzó clases de piano justo antes de su tercer cumpleaños, y a los cinco años apareció en un programa de talentos de televisión organizado por el líder de la banda de swing, Paul Whiteman. Jarrett dio su primer concierto formal de piano a la edad de siete años, tocando obras de compositores como Mozart, Bach, Beethoven y Saint-Saëns, y terminando con dos de sus propias composiciones. Animado especialmente por su madre, Jarrett tomó clases intensivas de piano clásico con una serie de maestros, incluyendo a Eleanor Sokoloff del Instituto Curtis.
En su adolescencia, como estudiante en la Escuela Secundaria Emmaus en Emmaus, Pensilvania, Jarrett aprendió jazz y rápidamente se hizo competente en él. En sus adolescencia desarrolló un interés fuerte en la escena contemporánea del jazz; con Dave Brubeck de inspiración temprana. En un momento dado, tuvo una oferta para estudiar composición clásica en París con la famosa profesora Nadia Boulanger - una oportunidad que satisfizo a la madre de Jarrett pero que Jarrett, inclinándose ya hacia el jazz, decidió rechazar.
Después de su graduación de la High School secundaria de Emmaus en 1963, Jarrett se trasladó de Allentown a Boston donde asistió al prestigioso Berklee College of Music y tocó el piano en los clubs locales. Después de un año se mudó a Nueva York donde tocó en el mítico Village Vanguard.

## Etapa psicodélica con Charles Lloyd
En Nueva York, Art Blakey contrata a Jarrett para que toque con los Jazz Messengers. Durante un espectáculo con ese grupo fue escuchado por Jack DeJohnette que (como recordó años después) reconoció inmediatamente el talento del pianista desconocido y su flujo imparable de ideas. DeJohnette habló con Jarrett y pronto lo recomendó a su propio líder de banda, Charles Lloyd. El Cuarteto Charles Lloyd se había formado poco antes y estaba explorando formas abiertas e improvisadas mientras construía melodías suaves, y se movían en el terreno que también estaba siendo explorado, aunque desde otro fondo estilístico, por algunas de las bandas psicodélicas de rock de la costa oeste. Su álbum de 1966 Forest Flower fue una de las grabaciones de jazz más exitosas de mediados de los años 60 y cuando fueron invitados a tocar en The Fillmore en San Francisco, se ganaron a la audiencia hippie local. Las giras del Quarteto a través de América y Europa, incluso en Moscú, hicieron de Jarrett un músico muy conocido en círculos underground de rock y jazz. También sentó las bases de un vínculo musical duradero con el baterista Jack DeJohnette (que también toca el piano). Los dos cooperarían en muchos contextos durante sus carreras posteriores.
En esos años, Jarrett también comenzó a grabar sus propias pistas como líder de pequeños grupos informales, al principio en un trío con Charlie Haden y Paul Motian. El primer álbum de Jarrett como líder, Life Between the Exit Signs (1967), fue lanzado en el sello Vortex, seguido por Restoration Ruin (1968), que Thom Jurek de Allmusic.com describió como "está considerado principalmente como una curiosidad en su catálogo ". No sólo Jarrett apenas toca el piano, sino que toca todos los otros instrumentos en lo que es esencialmente un álbum de Folk-rock. Inusualmente, también canta. Otro álbum de trío con Haden y Motian, titulado Somewhere Before, siguió más tarde en 1968, este grabado en vivo para Atlantic Records. El cuarteto de Charles Lloyd con Jarrett, Ron McClure y DeJohnette llegó a su fin en 1968, después de la grabación de Soundtrack, debido a disputas sobre dinero, así como a diferencias artísticas. 

## Etapa con Miles Davis

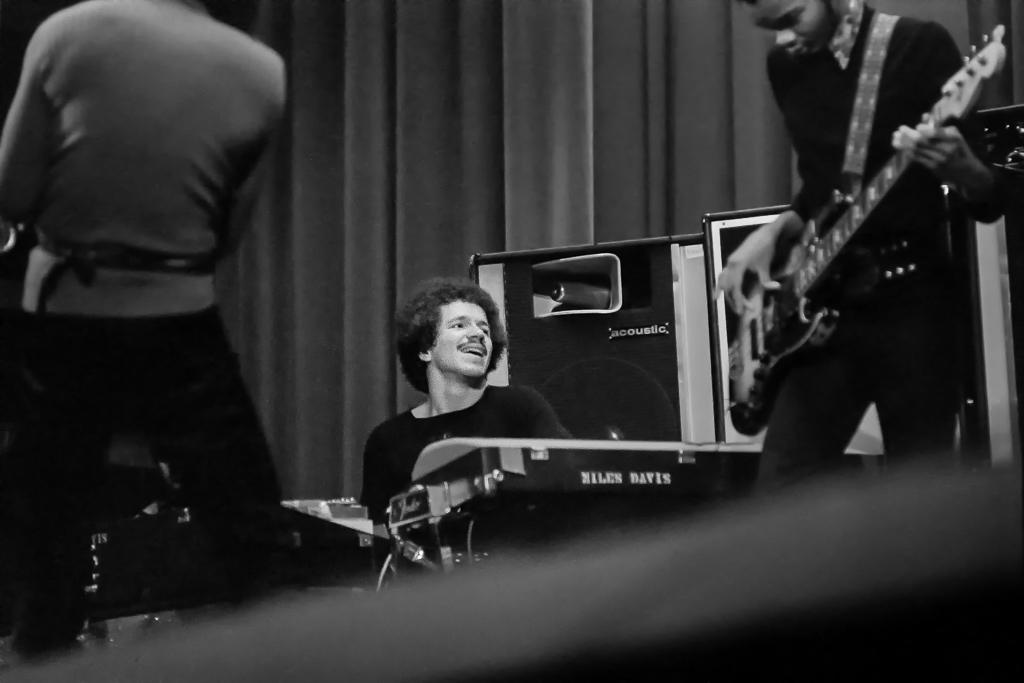
Keith Jarrett tocando en el grupo de Miles Davis

Jarrett fue invitado a unirse al grupo de Miles Davis después de que el trompetista lo escuchara en un club de Nueva York (según otra versión de Jarrett, Davis había llevado a toda su banda para ver la actuación de la gira del propio trío de Jarrett en París; prácticamente eran la única audiencia, lo que hizo que Jarrett se sintiera avergonzado). Durante su etapa con Davis, Jarrett tocó el órgano electrónico Fender Contempo y el piano eléctrico Fender Rhodes, alternando con Chick Corea; pueden ser escuchados lado a lado en algunas grabaciones de 1970, por ejemplo, en el Festival de la Isla de Wight de agosto de 1970, que se conserva en la película Miles Electric: A Different Kind of Blue y en Bitches Brew Live. Después de que Corea saliera de la banda en 1970, Jarrett a menudo tocaba el piano y el órgano eléctricos simultáneamente. A pesar de su creciente aversión por la música amplificada y los instrumentos eléctricos dentro del jazz, Jarrett continuó con el grupo por respeto a Davis y por su deseo de trabajar con DeJohnette. Jarrett a menudo ha citado a Davis como una influencia vital, tanto musical como personal, en su propio pensamiento sobre la música y la improvisación.

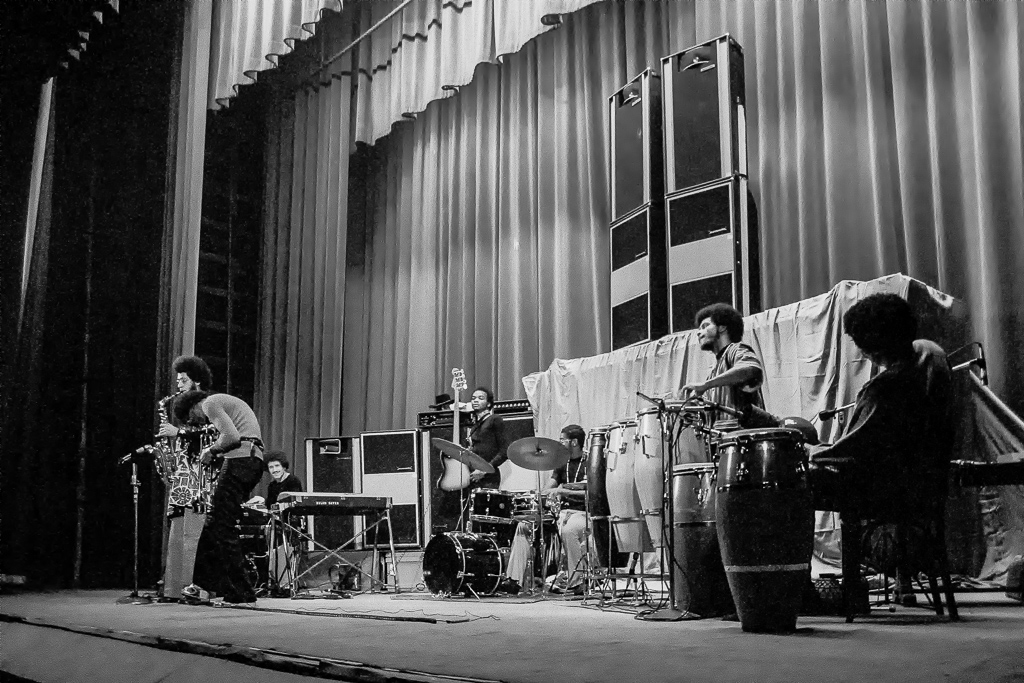
Grupo de Miles Davis con Keith Jarrett - 1971

Jarrett se presenta en varios álbumes de Davis: Miles Davis at Fillmore: Live at The Fillmore East, The Cellar Door Sessions (grabado del 16 al 19 de diciembre de 1970 en el Cellar Door Club de Washington D. C.). Su juego de teclado destaca en "Live-Evil". Jarrett también toca el órgano eléctrico en "Get Up with It". Algunas otras pistas de este período fueron lanzadas mucho más adelante. 

## Los cuartetos de los años setenta
De 1971 a 1976, Jarrett añadió al saxofonista Dewey Redman al trío existente con Haden y Motian (con los que antes produjo un álbum más como trío, llamado The Mourning of A Star para Atlantic Records en 1971). El llamado "cuarteto americano" a menudo fue complementado por un percusionista extra, como Danny Johnson, Guilherme Franco o Airto Moreira, y ocasionalmente por el guitarrista Sam Brown. Los miembros del cuarteto tocaban varios instrumentos, Jarrett a menudo tocaba el saxofón soprano y la percusión, así como el piano; Redman el musette, un instrumento chino de doble-caña; y Motian y Haden en una variedad de percusión. Haden también produjo una variedad de sonidos raros y percusivos con su bajo acústico, incluso ejecutándolo a través de un pedal wah-wah para una pista ("Mortgage on My Soul", en el álbum Birth). El grupo grabó dos discos para Atlantic Records en 1971, El Juicio y Birth; otro en Columbia Records llamado Expectations (que incluía la guitarra de Sam Brown, además de cuerdas y arreglos de metal y por el cual el contrato de Jarrett con la etiqueta fue rescindido dentro de un mes de su lanzamiento).
Byablue y Bop-Be, álbumes grabados para Impulse!, cuentan principalmente con las composiciones de Haden, Motian y Redman, en contraposición a las propias de Jarrett, que dominaron los álbumes anteriores. Las composiciones de Jarrett y las fuertes identidades musicales de los miembros del grupo dieron a este conjunto un sonido muy distintivo. La música del cuarteto es una amalgama de jazz libre, post-bop directo, música góspel, y improvisaciones exóticas, de sonido medio-oriental.
A mediados y finales de los 70, junto con el cuarteto estadounidense, Jarrett dirigió un "cuarteto europeo" que fue grabado por ECM. En 1974, después de trabajar con Gus Nement, Jean François Jenny-Clark y Aldo Romano, crea un nuevo cuarteto en Europa con el saxofonista Jan Garbarek, el bajista Palle Danielsson y el baterista Jon Christensen. Tocaron en un estilo similar al del cuarteto estadounidense, pero con muchos de los elementos vanguardistas y de Americana reemplazados por las influencias folklóricas y de música clásica europeas que caracterizaron el trabajo de los artistas de ECM en ese momento. De 1974 es My Song, uno de sus álbumes más populares. Ese mismo año graba junto a Südfunk Symphony Orchestra una sesión de instrumentos de cuerda.
Jarrett se involucró en una disputa legal después del lanzamiento del álbum Gaucho en 1980 del grupo de rock estadounidense Steely Dan. La canción del álbum, acreditada a Donald Fagen y Walter Becker, tenía parecido con la de Jarrett, "Long As You Know You're Living Yours", del álbum del cuarteto europeo de Jarrett, de 1974 Belonging. Cuando un entrevistador de la revista Musician señaló la similitud, Becker admitió que amaba la composición de Jarrett y Fagen dijo que habían sido influenciados por ella. Después de que sus comentarios fueran publicados, Jarrett los demandó, y Becker y Fagen fueron obligados a agregar su nombre a los créditos y a incluirlo en las regalías.
En 1976 graba como organista en la abadía benedictina de Ottobeuren.

## Piano en solitario
Jarrett grabó unas pocas piezas en solitario bajo la dirección de Miles Davis en el club de música de Washington The Cellar Door en diciembre de 1970. Estas fueron hechas con pianos eléctricos (Rhodes y Contempo), en los que Jarrett no quería actuar. La mayor parte de estos conjuntos grabados fueron lanzados en 2007 en The Cellar Door Sessions con cuatro improvisaciones de Jarrett.
El primer álbum de Jarrett para ECM, Facing You (1971), fue una interpretación de piano en solitario grabada en el estudio. Ha continuado grabando álbumes de piano en el estudio de manera intermitente a lo largo de su carrera, incluyendo Staircase (1976), Invocations / The Moth y The Flame (1981), y The Melody at Night, with You (1999). Book of Ways (1986) es una grabación en estudio de solos de clavicordio.
Los álbumes de estudio son lanzamientos de éxito modesto en el catálogo de Jarrett, pero en 1973, Jarrett también comenzó a tocar improvisados conciertos en solitario, y es la popularidad de estas voluminosas grabaciones de conciertos que lo convirtieron en uno de los artistas de jazz más vendidos en la historia. Los álbumes lanzados de estos conciertos fueron Conciertos de Solo: Bremen / Lausana (1973), a los cuales la revista Time dio su premio 'Álbum de Jazz del Año'; El Concierto de Colonia (1975), que se convirtió en la grabación de piano más vendida en la historia; y Sun Bear Concerts (1976) - un conjunto de 10 LP (y más tarde 6 CD).
Otro de los conciertos en solitario de Jarrett, Dark Intervals (1987, Tokio), tuvo menos de una improvisación de forma libre debido a la brevedad de las piezas. Sonando más como un conjunto de composiciones cortas, estas piezas son sin embargo totalmente improvisadas.

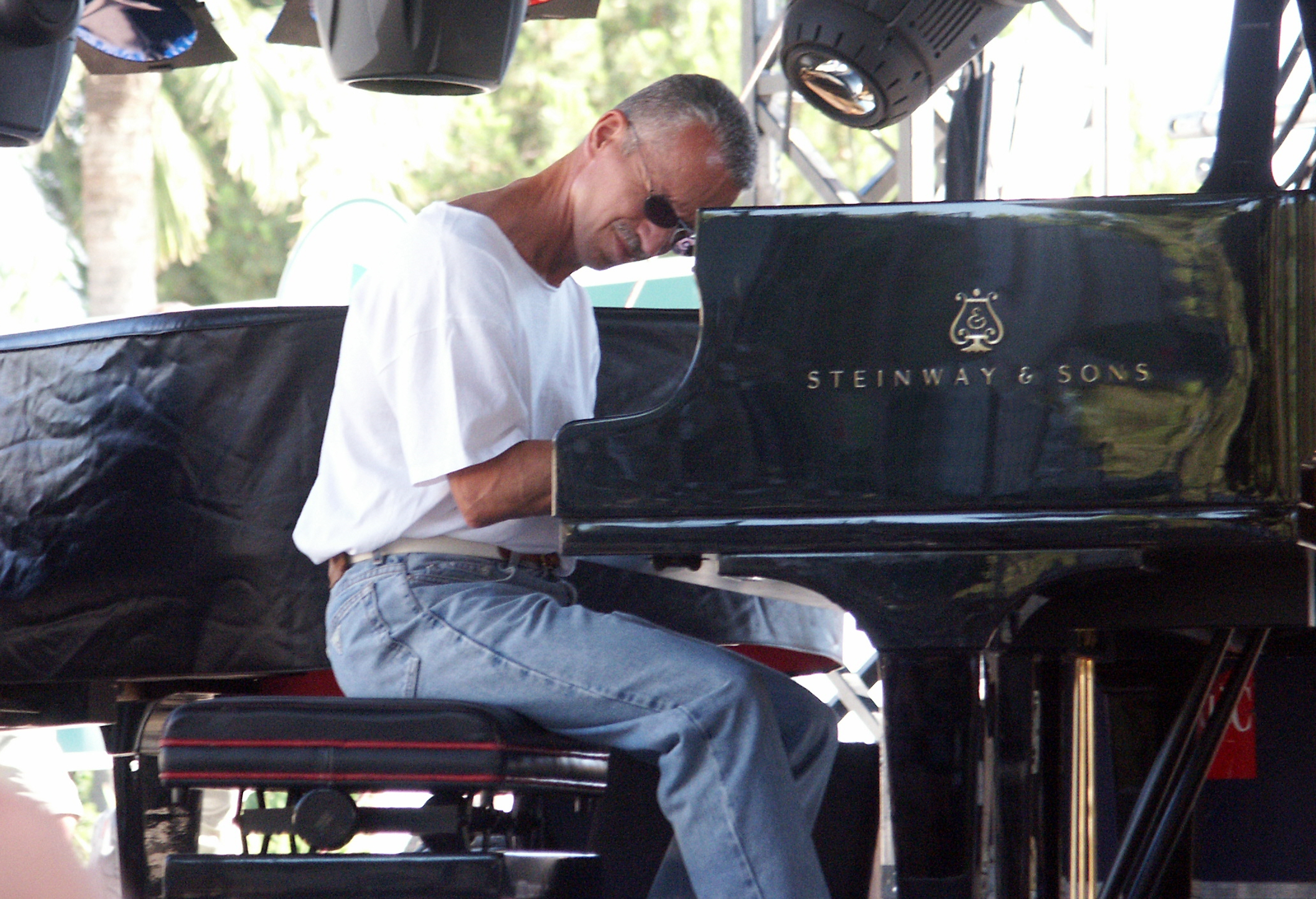
Keith Jarrett en Antibes - 2003

Después de un paréntesis, Jarrett regresó al formato de concierto improvisado en solitario con el Concierto de París (1990), Concierto de Viena (1991) y La Scala (1995). Estos últimos conciertos tienden a estar más influenciados por la música clásica que los anteriores, lo que refleja su interés en compositores como Bach y Shostakovich, y son en su mayoría menos endeudados con los géneros populares como el blues y el góspel. En las notas del concierto de Viena, Jarrett nombró a la actuación su mayor logro y el cumplimiento de todo lo que pretendía lograr: "He cortejado el fuego durante mucho tiempo, y muchas chispas han volado en el pasado, pero la música en esta grabación habla, finalmente, el lenguaje de la llama misma ", dice en las notas del disco.
Jarrett ha comentado que sus mejores actuaciones han sido cuando ha tenido la mínima noción de lo que iba a tocar en el momento siguiente. También dijo que la mayoría de la gente no sabe "lo que hace", lo que se relaciona con lo que Miles Davis le dijo expresando desconcierto por cómo Jarrett podía "tocar de la nada". En las notas del álbum de Bremen / Lausanne Jarrett afirma algo en el sentido de que es un conducto para llegar al "Creador", algo que su madre aparentemente había discutido con él.
La 100.ª actuación en solitario de Jarrett en Japón fue capturada en video en el Suntory Hall de Tokio en abril de 1987, y lanzada el mismo año que Solo Tribute. Este es un conjunto de casi todas las canciones estándar. Otra grabación de vídeo, Last Solo, fue lanzado en 1987 de un concierto en solitario en el salón Kan-i Hoken en Tokio en enero de 1984.
A finales de los 90, Jarrett fue diagnosticado con síndrome de fatiga crónica y no pudo salir de su casa por largos períodos de tiempo. Fue durante este período que grabó su siguiente trabajo de piano en solitario, The Melody at Night, with You, el cual contiene varias reinterpretaciones de estándars de jazz. El álbum había sido originalmente un regalo de Navidad a su segunda esposa, Rose Anne.
En 2000, Jarrett había vuelto a hacer giras, tanto en solitario como con el Trio de estándars. Dos conciertos en solitario de 2002 en Japón, fueron los primeros conciertos de Jarrett como solista después de su enfermedad y fueron lanzados en el CD Radiance de 2005 (un concierto completo en Osaka y extractos de uno en Tokio) y el DVD Tokyo Solo 2006 . En contraste con los conciertos previos (que generalmente eran un par de improvisaciones continuas de 30-40 minutos de duración), los conciertos de 2002 consisten en una serie de improvisaciones más cortas (algunas tan cortas como de un minuto y medio, unas pocas de 15 o 20 minutos ).
En septiembre de 2005, en el Carnegie Hall, Jarrett realizó su primer concierto en solitario en América del Norte en más de diez años, lanzado un año después como un doble CD, The Carnegie Hall Concert. A finales de 2008, actuó en solitario en la Salle Pleyel de París y en el Royal Festival Hall de Londres, siendo la primera vez que Jarrett había tocado solo en Londres en 17 años. Grabaciones de estos conciertos fueron lanzados en octubre de 2009 en el álbum París / Londres: Testamento.

## Trío de estándares
En 1983, a sugerencia del jefe de ECM Manfred Eicher, Jarrett pidió al bajista Gary Peacock y al baterista Jack DeJohnette, con quienes había trabajado en el álbum de 1977 de Peacock Tales of Another, grabar un álbum de estándares de jazz, titulado simplemente Standards, Volumen 1. Dos álbumes más, Standards, Volumen 2 y Cambios, ambos grabados en la misma sesión, siguieron poco después. El éxito de estos álbumes y la gira que siguió del grupo, que se convirtió en un post-bop acústico tradicional, estaba disfrutando de un alza en la década de los 80, y llevó a este nuevo trío a convertirse en uno de los grupos más importantes del jazz y ciertamente uno de los más duraderos ya que continúa grabando y girando por más de 25 años. El trío ha grabado numerosos álbumes en vivo y de estudio que consisten principalmente en material de repertorio de jazz.
El trío Jarrett-Peacock-DeJohnette también produjo grabaciones que consisten en gran parte de material original, incluyendo el Changeless de 1987. Varios de sus álbumes contienen un tema original o dos, algunos atribuidos a Jarrett, pero la mayoría son improvisaciones de grupo. Las grabaciones en directo Inside Out y Always Let Me Go (lanzadas en 2001 y 2002 respectivamente) marcaron un renovado interés por el trío en el improvisado free jazz. En este punto de su historia, la comunicación musical entre estos tres hombres se había convertido en nada menos que telepática, y sus improvisaciones de grupo a menudo asumen una complejidad que suena casi como compuesta. El trío emprende frecuentes giras mundiales de recitales y es uno de los pocos grupos verdaderamente acertados del jazz para tocar el straight-ahead (en comparación con el smooth) y el free jazz.
Una grabación relacionada, En el Deer Head Inn (1992), es un álbum en vivo de trío registrada con Paul Motian en sustitución de DeJohnette, en el club citado en Delaware Water Gap, Pensilvania, a 40 millas de la ciudad natal de Jarrett, donde tuvo su primer trabajo como pianista de jazz. Era la primera vez que Jarrett y Motian habían tocado juntos desde la desaparición del cuarteto estadounidense dieciséis años antes.

## Música clásica
Desde principios de los 70, el éxito de Jarrett como músico de jazz le ha permitido mantener una carrera paralela como compositor y pianista clásico, grabando casi exclusivamente para ECM Records.
In The Light, un álbum hecho en 1973, consta de piezas cortas para piano, cuerdas y varios conjuntos de cámara, incluyendo un cuarteto de cuerdas y un quinteto de viento, y una pieza para violonchelos y trombones. Esta colección demuestra la afinidad de un joven compositor por una variedad de estilos clásicos. 
Luminessence (1974) y Arbor Zena (1975) combinan piezas compuestas para cuerda con improvisaciones de músicos de jazz, incluyendo Jan Garbarek y Charlie Haden. Las cuerdas aquí tienen una sensación moody, contemplativa que es característica del "sonido ECM" de los años 70, y está también particularmente bien adaptada a las improvisaciones del saxofón de Garbarek. Desde el punto de vista académico, estas composiciones son desechadas por muchos aficionados de música clásica como ligeras, pero Jarrett parecía estar trabajando más hacia una síntesis entre la música compuesta e improvisada en este momento, en lugar de la producción de obras clásicas formales. 
Ritual (1977) es una pieza de piano solo compuesta por Dennis Russell Davies que recuerda un poco las grabaciones de piano de Jarrett.
El Halcón Celestial (1980) es una obra para orquesta, percusión, y piano que Jarrett interpretó y registró con la Sinfónica de Syracuse dirigida por Christopher Keene. Esta pieza es el mayor y más largo de los esfuerzos de Jarrett como compositor clásico.
Bridge of Light (1993) es la última grabación de composiciones clásicas que aparecen bajo el nombre de Jarrett. El álbum contiene tres piezas escritas para un solista de piano con orquesta, y otra para violín y piano. Las piezas datan de 1984 y 1990.
En 1988, New World Records lanzó el CD Lou Harrison: Concierto para piano y Suite para violín, piano y pequeña orquesta, con Jarrett en piano, con Naoto Otomo dirigiendo el concierto para piano con la New Japan Philharmonic. Robert Hughes dirigió la Suite para violín, piano y pequeña orquesta. En 1992 llegó el lanzamiento de la interpretación de Jarrett del Concierto Etrusco de Peggy Glanville-Hicks, con Dennis Russell Davies dirigiendo la Brooklyn Philharmonic. En 1995 Music Masters Jazz lanzó un CD en el que ofreció a Jarrett interpretando la parte de piano en solitario en Lousadzak, un concierto de piano de 17 minutos del compositor estadounidense Alan Hovhaness. El director era de nuevo Davies. La mayor parte de las grabaciones clásicas de Jarrett son de un repertorio más antiguo, pero él pudo haber sido introducido a esta obra moderna por su mánager único George Avakian, que era amigo del compositor. Jarrett también ha grabado obras clásicas para ECM de compositores como Bach, Handel, Shostakovich y Arvo Pärt.
En el año 2003 recibió el Polar Music Prize, un premio concedido por la Real Academia de Suecia de Música. En 2004, a Jarrett le fue concedido el premio de la música de Léonie Sonning. El premio, generalmente asociado con músicos y compositores clásicos, había sido dado previamente a sólo otro músico de jazz - Miles Davis.

## Vida personal
Jarrett vive en una granja del siglo XVIII en el municipio de Oxford, Nueva Jersey, en el condado rural de Warren. Utiliza un granero convertido en su estudio de grabación.
En 1964 Jarrett se casó con Margot Erney, una novia de la escuela secundaria de Emaús con quien Jarrett había vuelto a conectar en Boston. La pareja tuvo dos hijos, Gabriel y Noah, pero se divorció en 1979. Él y su segunda esposa Rose Anne (nacida Colavito) se divorciaron en 2010 después de un matrimonio de 30 años. 
Jarrett tiene cuatro hermanos menores, dos de los cuales están involucrados en la música. Chris Jarrett es también pianista, y Scott Jarrett es productor y compositor. De los dos hijos de su primer matrimonio, Noah Jarrett es bajista y compositor, mientras que Gabriel es baterista con sede en Vermont.
Jarrett ha reconocido que el público, e incluso músicos compañeros, a veces se han convencido de que es negro, debido a su apariencia. Relata un incidente en el que el músico de jazz negro Ornette Coleman se le acercó en el backstage y dijo algo así como: "Hombre, tienes que ser negro, tienes que ser negro", a lo que Jarrett respondió: "Lo sé. Estoy trabajando en ello ".

## Discografía selecta
- Swinging Big Sound, (Don Jacoby and the College All-Stars), 1962
- Buttercorn Lady, (Art Blakey and the New Jazz Messengers), 1966.
- Dream Weaver, (Charles Lloyd Quartet), 1966.
- The Flowering of the Original Charles Lloyd Quartet Recorded in Concert, (Charles Lloyd Quartet), 1966.
- Charles Lloyd in Europe, (Charles Lloyd Quartet), 1966
- Forest Flower: Charles Lloyd at Monterey, (Charles Lloyd), 1967
- Love-In, (Charles Lloyd Quartet), 1967
- Charles Lloyd in the Soviet Union, (Charles Lloyd), 1967
- Life Between the Exit Signs, 1967, (Vortex)
- Restoration Ruin, 1968, (Vortex)
- Somewhere before, 1968, (Atlantic)
- The Mourning of a Star, 1971, (Atlantic)
- Facing You, 1971, (ECM)
- Birth, 1972, (Atlantic)
- El Juicio (The Judgement), 1972, (Atlantic)
- Expectations, 1972, (Columbia/Legacy)
- Ruta and Daitya, 1973, (ECM)
- Fort Yawuh, 1973, (Impulse)
- Solo Concerts: Bremen and Lausanne [live], 1973, (ECM)
- In the Light, 1973, (ECM)
- Luminessence, 1974, (ECM)
- Treasure Island, 1974, (Impulse)
- Belonging, 1974, (ECM)
- Hamburg 74 1974, (DIME)
- Backhand, 1974, (Impulse)
- Death and the Flowers. 1975, (Impulse)
- Backhand, 1975, (Impulse)
- The Köln Concert [live], 1975, (ECM)
- Shades, 1975, (Impulse)
- Mysteries, 1976, (Impulse)
- The Survivor's Suite, 1976, (ECM)
- Arbour Zena, 1976, (ECM)
- Staircase, 1977, (ECM)
- Bop-Be, 1977,(Impulse)
- My Song, 1977, (ECM)
- Byablue, 1977, (Impulse)
- Silence, 1977, (Impulse)
- Ritual, 1977, (ECM)
- Sun Bear Concerts Piano Solo. 1978, (ECM)
- Eyes of the Heart, 1979, (ECM)
- Nude Ants [live], 1979, (ECM)
- Invocations - The Month and the Flame, 1979, (ECM)
- Sacred Hymns, (1980), (ECM)
- Celestial Hawk (1981), (ECM)
- Concerts, 1982, (ECM)
- Standards, Vol. 1. 1983, (ECM)
- Changes. 1984, (ECM)
- Standards, Vol. 2, 1985, (ECM)

- Spheres, 1985, (ECM)
- Spirits, 1986, (ECM)
- Book of Way (1986), (ECM)
- Still Live (1986), (ECM)
- Changeless (1987), (ECM)
- Dark Intervals , 1988 (ECM)
- J.S. Bach: Das Wohltemperierte Klavier Buch I, 1988, (ECM)
- Goldberg Variations, 1989, (ECM)
- Personal Mountains, 1989, (ECM)
- Works by Lou Harrison, 1989, (New World)
- Tribute [live], 1989, (ECM)
- Paris Concert, 1990, (ECM)
- Bye Bye Blackbird, 1991, (ECM)
- Bach:French Suites 1991, (ECM)
- J.S. Bach: Das Wohltemperierte Klavier Buch II, 1991, (ECM)
- The Cure, 1991, (ECM)
- Vienna Concert 1992, (ECM)
- Dmitri Shostakovich: 24 Preludes and Fugues Op. 87, 1992, (ECM)
- Flutes Sonata (Keith Jarrett - Michala Petri), 1992, (ECM)
- Sonatas for Recorder and Continuo (Keith Jarrett - Michala Petri), 1992, (ECM)
- The French Suite 1993, (ECM)
- 3 Sonaten für Viola da Gamba und Cembalo [Kashkashian/Jarrett] 1994, (ECM)
- Bridge of Light 1994, (ECM)
- At the Deer Head Inn 1994, (ECM)
- Händel - Suites for Keyboard 1995, (ECM)
- Standards in Norway 1995, (ECM)
- Piano Concertos K. 467, 488, 595, Masonic Funeral Music K. 477, Symphony in G Minor K 550 - Jarrett - Stuttgarter Kammerorchester - Davies 1996, (ECM)
- La Scala [live], 1997, (ECM)
- Tokyo '96 [live], 1998, (ECM)
- Piano Concertos K.271,453,466,Adagio and Fugue K. 546 - Jarrett - Stuttgarter Kammerorchester - Davies, 1998, (ECM)
- The Melody at Night, with You 1999, (ECM)
- Whisper Not [live], 2000, (ECM)

- Inside Out [live], 2001, (ECM)
- Always Let Me Go : Live in Tokyo (2002), (ECM)
- Up for It: Live in Juan-Les-Pins [live], 2003, (ECM)
- The Out-of-Towners (2004), (ECM)
- Radiance [live], 2005, (ECM)
- Carnegie Hall [live], 2006, (ECM)
- My Foolish Heart - Live in Montreux, 2007 (ECM)
- Paris/London - Testament, 2008 (ECM)
- Yesterday 2009, (ECM)
- Jasmine, 2010, (EMC) Keith Jarret (piano) / Charlie Haden (contrabajo).
- Rio, 2011, (ECM) Keith Jarrett (piano).
- Somewhere Keith Jarrett, Gary Peacock, Jack DeJohnette 2013 (ECM)
- Last Dance, 2014, (ECM) , Keith Jarrett (Piano) / Charlie Haden (Contrabajo)
- Creation,  2015, (ECM) , Keith Jarrett (Piano)
- A Multitude of Angels, 2016, (ECM), Keith Jarrett
- After the Fall , 2018, Keith Jarrett (Piano),Gary Peacock ,Jack DeJohnette , (ECM)
- La Fenice, 2018, Keith Jarrett (Piano), (ECM)